# Matthias Pohlig
Matthias Pohlig (* 23. Dezember 1973 in Westerstede) ist ein deutscher Historiker.
Matthias Pohlig studierte Neuere und Neueste Geschichte, Neuere deutsche Literatur und Philosophie an den Universitäten in Göttingen, Strasbourg und an der HU Berlin. Von 2001 bis 2004 erhielt er ein Promotionsstipendium der Gerda Henkel Stiftung im Projekt „Forschungen zum europäischen Humanismus“. Von 2004 bis 2006 war er Wissenschaftlicher Mitarbeiter im Sonderforschungsbereich 640 „Repräsentationen sozialer Ordnungen im Wandel“ der HU Berlin. Er wurde 2005 mit einer von Heinz Schilling und Johannes Helmrath betreuten Arbeit promoviert. Von 2006 bis 2010 war er Assistent am Lehrstuhl Frühe Neuzeit von Schilling am Institut für Geschichtswissenschaften an der HU Berlin. Ab 2010 war er Juniorprofessor für die Geschichte der Frühen Neuzeit an der Universität Münster. Im November 2015 wurde ihm die Venia Legendi für Neuere und Neueste Geschichte an der WWU Münster verliehen. Ab 2017 hatte er dort eine W2-Professur auf Zeit. Seit 2018 lehrt er als Professor für Europäische Geschichte der Frühen Neuzeit an der HU Berlin.
Seine Forschungsschwerpunkte sind die Reformations- und Konfessionalisierungsforschung, die Diplomatie und Spionage in der Frühen Neuzeit, die Historiographiegeschichte, die Ideen- und Kulturgeschichte der Frühen Neuzeit sowie die Theorie der Geschichte. Seine Dissertation widmete sich der lutherischen Geschichtsschreibung. Seine beiden leitenden Fragestellungen lauten: „Wie und warum schrieben deutsche Lutheraner des 16. und frühen 17. Jahrhunderts Geschichte? Und inwieweit hängt ihre Geschichtsschriebung mit ihrer Konfessionalität zusammen?“ In seiner Habilitation widmete er sich den Strukturen und Funktionen im Spanischen Erbfolgekrieg. Die Studie interessiert sich „allgemein für die Gewinnung primär außenpolitischer Informationen, aber auch für die innenpolitische, englische Informationsgewinnung, und zwar dann, wenn sie mit der außenpolitischen Dimension verknüpft ist“. Außerdem soll am untersuchten Material Einblick in „die Strukturen der Informationsgewinnung in der Frühen Neuzeit“ gegeben werden. Er ist Vorstandsmitglied des Vereins für Reformationsgeschichte und Mitherausgeber der Zeitschrift für historische Forschung. 

## Schriften (Auswahl)
Monographien
- Marlboroughs Geheimnis. Strukturen und Funktionen der Informationsgewinnung im Spanischen Erbfolgekrieg (= Externa. Geschichte der Außenbeziehungen in neuen Perspektiven. Bd. 10). Böhlau, Köln 2016, ISBN 3-412-50550-1.
- Ute Lotz-Heumann, Vera Isaiasz, Ruth Schilling, Heike Bock, Stefan Ehrenpreis: Säkularisierungen in der Frühen Neuzeit. Methodische Probleme und empirische Fallstudien (= Zeitschrift für historische Forschung. Beiheft. Bd. 41). Duncker & Humblot, Berlin 2008, ISBN 978-3-428-12943-0.
- Zwischen Gelehrsamkeit und konfessioneller Identitätsstiftung. Lutherische Kirchen- und Universalgeschichtsschreibung 1546–1617 (= Spätmittelalter und Reformation. Texte und Untersuchungen. Neue Reihe, Bd. 37). Mohr Siebeck, Tübingen 2007, ISBN 3-16-149191-2.

Herausgeberschaften
- mit Barbara Schlieben: Grenzen des Sozialen : Kommunikation mit nicht-menschlichen Akteuren in der Vormoderne. Wallstein-Verlag, Göttingen 2022, ISBN 978-3-8353-5235-3
- mit Michael Schaich: The War of the Spanish Succession. New Perspectives (= Studies of the German Historical Institute London). Oxford University Press, Oxford 2018, ISBN 978-0-19-881112-1.
- Reformation. Basistexte (= Basistexte Frühe Neuzeit. Bd. 2). Steiner, Stuttgart 2015, ISBN 978-3-515-10925-3.
- mit Christian Jaser, Ute Lotz-Heumann: Alteuropa – Vormoderne – Neue Zeit. Epochen und Dynamiken der europäischen Geschichte (1200–1800) (= Zeitschrift für Historische Forschung. Beiheft 46). Duncker & Humblot, Berlin 2012, ISBN 978-3-428-13867-8.
- Theorie in der Geschichtswissenschaft. Einblicke in die Praxis des historischen Forschens (= Eigene und fremde Welten. Repräsentationen sozialer Ordnungen im Wandel. Bd. 7). Campus-Verlag, Frankfurt am Main u. a. 2008, ISBN 978-3-593-38662-1.